# Граматика
Грама́тика (грец. γραμματική, від γράμμα — «літера», «написання») — термін, що його вживають у двох пов'язаних значеннях: як будова мови і як розділ мовознавства, котрий вивчає граматичну будову мови.
Граматика як будова мови — це характерна для конкретної мови сукупність правил, за якими слова об'єднуються в змістовні фрази і речення, набираючи при цьому залежних від функції в реченні форм, а також правил утворення слів. У граматиці мови виділяють морфологічні одиниці, категорії та форми, синтаксичні одиниці та категорії, а також словотвірні одиниці і способи словотворення. Граматика конкретної мови, на відміну від її лексики, відносно стабільна, однак і вона змінюється з часом під впливом різноманітних чинників за загальними законами розвитку мови.
Граматика як наука про граматичну будову мови вивчає спільні закономірності граматик різних конкретних мов та відмінності між ними. Вона містить в собі два розділи: морфологію та синтаксис. Деякі вчені зараховують до граматики також розділ словотвору, зокрема питання про способи морфологічного словотворення — афіксацію і основоскладання, — що тісно пов'язані зі вченням про частини мови.
Центральними в граматиці є вчення про граматичні значення, граматичні форми і граматичні категорії.

## Етимологія
Слово граматика походить від грецького γραμματικὴ τέχνη (grammatikē technē), що означає «мистецтво букв»; γράμμα (gramma), «літера», що в свою чергу походить від γράφειν (graphein), «малювати, писати». Цей самий грецький корінь також є у словах «графіка», «графема» і «фотографія».

## Граматика як будова мови

### Підсистеми
Як будова мови, граматика — це складна за своєю організацією сукупність підсистем: морфології, синтаксису і словотвору.
Морфологія мови — розділ граматики, до якого належать всі явища пов'язані зі словом, його формами (парадигмами), його абстрактними граматичними значеннями. Морфологія класифікує слова за морфологічними категоріями й лексико-граматичними розрядами.
Мінімальною одиницею мови, яка має значення, є морфема. Два основних типи морфем — корені та афікси. На основі морфем утворюються слова й словоформи. Окрема сфера граматики слова, морфеміка охоплює словозмінні та словотвірні морфеми разом із явищами їх утворення та функціонування. Традиційно ці явища розглядають як у морфології, так і в словотворі, де вони входять до підрозділів словозмінної морфеміки та словотвірної морфеміки, відповідно.
Між морфологією та фонологією лежить царина морфонології, розділу, який вивчає такі особливості будови слова як звукові перетворення, що виникають при взаємодії різних морфем у межах слова і проявляються у чергуванні звуків.
Синтаксис мови визначає те, як окремі слова об'єднуються в словосполучення і речення, зв'язки між окремими членами речень, види речень, їхню будову та правила утворення.
Словотворення — розділ морфології, присвячений мовним засобам творення похідних слів. У кожній мові це відбувається відповідно до певних зразків та моделей, за допомогою афіксів та іншими способами. В сучасному мовознавстві існує тенденція виносити словотвір за межі граматики в окрему підсистему мови.
Деякі мовознавці розуміють граматику розширено, відносячи до неї також фонетику мови на рівні, нижчому від морфем, та текстові утворення, більші від речення.

### Абстрактні поняття граматики
Центральними абстрактними поняттями граматики є граматичні одиниці, граматичне значення, граматична категорія та граматична форма.
Граматичні одиниці поділяються на морфологічні одиниці та синтаксичні одиниці, відповідно до двох розділів граматики: морфології та синтаксису. До граматичних одиниць належать морфема, слово, словосполучення і речення. Слово має два відмінні аспекти: як частина мови і як член речення.
Граматичне значення — це узагальнене абстрактне поняття, яке відображає те, яку роль зазвичай, регулярно, відіграє та чи інша граматична одиниця в мові. Граматичне значення існує поряд із лексичним значенням, але має абстрактну на відміну від конкретної сутність. Наприклад, іменник може мати значення предметності або загальності, граматичне значення дієслова відрізняється в залежності від часу, виду тощо. Граматичне значення виражає лексичне значення через граматичну форму.
Граматична категорія — це клас граматичних однорідних значень, об'єднаний найзагальнішим абстрактним значенням, у межах якого протиставляються також значення, що далі не членуються. Так, граматична категорія відмінка в українській мові ґрунтується на загальному відношенні предмета до дії, стану і подібного, з одного боку, і на протиставленні часткових відношень — суб'єктного, об'єктного, адресатного, інструментального, просторового, з другого боку, а граматична категорія числа — на загальному кількісному відношенні предметів та явищ і на протиставленні значень однини й множини.
Граматична форма — це засіб вираження граматичного значення. В українській мові таким засобом звичайно є службові морфеми у морфології та синтаксичні зв'язки й відношення слів і речень у синтаксисі. Наприклад, граматичними формами слова яблуко є яблука, яблуком, яблуками тощо. Вони утворюються за допомогою морфем — закінчень, і передають різні граматичні значння одного й того ж слова у лексичному розумінні. Граматичною формою в синтаксисі може бути, наприклад, порядок слів у реченні.

#### Слово
Слово — центральна одиниця граматики, яка пронизує всі її підсистеми, крім того, функціонує у позаграматичних сферах мови. Всі інші одиниці мови (фонеми, морфеми, словосполучення, речення) структуруються через слово і пов'язані з ним системними відношеннями. У слові об'єднані три сутності: звукова організація, лексичне і граматичне значення. Сукупність граматичних значень слова становлять: значення частини мови як вершинне в граматичній ієрархії, що стосується належності слова до певного лексично-граматичного класу (іменник, прикметник, дієслово, прислівник та ін.); його загальні й конкретні граматичні значення (наприклад, в іменника — значення відмінка, числа і роду; у дієслова — часу, способу, виду, стану, особи, числа, а в ряді дієслівних форм також значення роду); його словотворне значення, яке поширюється лише на похідні слова. Є й вужчі граматичні значення, що охоплюють певні групи слів (наприклад, іменники на означення істот або неістот), а також проміжні між лексичними й граматичними значеннями лексико-граматичні значення конкретної або абстрактрої предметності, речовинності в українських іменниках тощо. Слово вказує також на граматичні особливості, які виявляються у його семантично-синтаксичних сполучувальних можливостях (див. Валентність) і здатності конденсувати в собі граматичні характеристики свого лексико-граматичного оточення. Роль слова в граматичній будові мови лінгвісти трактують по-різному. Здебільшого в мовознавстві слово розглядається як одна з визначальних граматичних одиниць. У сучасному українському мовознавстві граматичний опис мови ґрунтується на всебічному висвітленні ролі слова в системі граматичних відношень і взаємодії лексичних та граматичних чинників.

#### Речення
Одиницею повідомлення у мові виступає речення. Речення складається зі слів разом із інтонацією. Реченню властиві: предикативність як найабстрактніша граматична категорія, до складу якої входять категорія об'єктивної модальності з грамемами реальності та ірреальності, й категорія синтаксичного часу. Модальність виражає відношення речення до реальності, тобто, чи є воно фактом, чимось уявним, бажаним або небажаним тощо. За допомогою системи синтаксичних часів граматика надає змогу розповідати про події теперішнього, майбутнього і минулого. Реченням також властиві категорії семантичної структури — предикат, суб'єкта, об'єкта, адресата і подібні. Тема і рема є двома частинами актуального членування речення. Тема — це те, про що повідомляє речення, рема — що саме воно повідомляє.
Речення можуть бути простими або складними. Сукупність простих і складних речень утворює текст.